# Matthew Nottingham
Matthew Nottingham (* 17. Mai 1992 in Macclesfield) ist ein britischer Badmintonspieler. 

## Karriere
Matthew Nottingham gewann 2010 und 2011 den englischen Juniorentitel im Herrendoppel gemeinsam mit Chris Coles. Im letztgenannten Jahr wurde er mit ihm auch Junioreneuropameister. Bei den englischen Meisterschaften der Erwachsenen gewannen sie 2011 Bronze. Ende des Jahres siegten sie bei den Welsh International. Diesen Erfolg konnten sie 2013 wiederholen. Auch 2014 gewann er die Welsh International, diesmal zusammen mit Harley Towler.